# Mitlo
Mitlo falu Horvátországban Split-Dalmácia megyében. Közigazgatásilag Marinához tartozik.

## Fekvése
Split központjától légvonalban 30, közúton 51 km-re, Trogirtól légvonalban 15, közúton 23 km-re északnyugatra, községközpontjától 8 km-re északra, Dalmácia középső részén fekszik.

## Története
A települést és Szent Mihály-templomát 1298-ban említik először. A mai templomot 1406-ban építették. A 15. század elejétől évszázadokig velencei fennhatóság alatt állt. 1560-ban lakossága a török veszély elől elmenekült, ekkor szűnt meg önálló plébániája is. 1797-ben a Velencei Köztársaság megszűnésével a település a Habsburg Birodalom része lett. 1806-ban Napóleon csapatai foglalták el, ezután 1813-ig francia megszállás alatt állt. Napóleon bukása után ismét Habsburg-uralom következett, amely az első világháború végéig tartott. 1857-ben 291, 1910-ben 384 lakosa volt. A világháború után rövid ideig az Olasz Királyság, ezután a Szerb–Horvát–Szlovén Királyság, majd Jugoszlávia része lett. Lakossága 2011-ben 75 fő volt.

## Lakossága
| Lakosság változása | Lakosság változása | Lakosság változása | Lakosság változása | Lakosság változása | Lakosság változása | Lakosság változása | Lakosság változása | Lakosság változása | Lakosság változása | Lakosság változása | Lakosság változása | Lakosság változása | Lakosság változása | Lakosság változása | Lakosság változása |
| ------------------ | ------------------ | ------------------ | ------------------ | ------------------ | ------------------ | ------------------ | ------------------ | ------------------ | ------------------ | ------------------ | ------------------ | ------------------ | ------------------ | ------------------ | ------------------ |
| 1857               | 1869               | 1880               | 1890               | 1900               | 1910               | 1921               | 1931               | 1948               | 1953               | 1961               | 1971               | 1981               | 1991               | 2001               | 2011               |
| 291                | 340                | 323                | 357                | 404                | 384                | 406                | 445                | 502                | 547                | 585                | 549                | 212                | 122                | 128                | 75                 |

(2001-ben a lakosság Vinovac kiválásával csökkent. 1857-től 1971-ig Vinovac lakosságával együtt, 1991-ben Blizna Donja lakosságának egy részét is ide számították.)

## Nevezetességei
Mihály arkangyal tiszteletére szentelt temploma 1298 és 1560 között plébánia központja volt. A mai templomot 1406-ban építették gótikus stílusban. 1726-ban az egyházlátogatáskor Antun Kačić trogori püspök feljegyezte, hogy a templom romos és oltárképe félig szakadt. 1806-ban, 1961-ben, 1975-ben és végül 1985-ben renoválták. 2006-ban a templom hatszázadik évfordulóján a hozzá vezető új utat és egy nagyobb parkolót építettek. Homlokzatán a bejárat mellett két kis ablak, felette kis lunetta és kereszt alakú ablakocska látható. Az oromzaton álló pengefalú harangtorony 1910-ben épült fel. Boltozata gótikus, diadalívén egy nagyobb, a bejárat mellett egy kisebb, kőből faragott szentségtartó látható, A falmélyedésekben Szent Mihály és Jézus Szíve szobrai (tiroli munka) található A templomban még Szent Mihály és Trogiri Szent János vászonra festett képei láthatók. Utóbbi kép Trogir korabeli ábrázolását is tartalmazza. A templom körül ősi temető található benne, régi sírkövekkel.